# 감로멜론

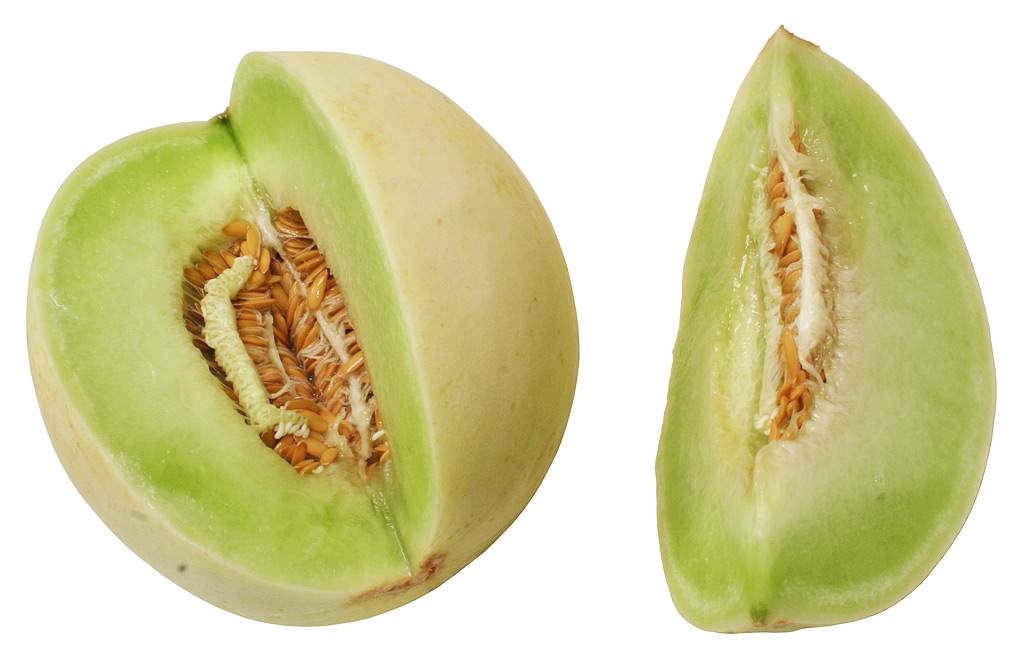

허니듀 멜론(Honeydew (melon))은 멜론(Cucumis melo) 인오더러스 그룹(Inodorus Group)의 두 가지 주요 품종 중 하나이다. 껍질이 매끄럽고 사향 냄새가 없는 것이 특징이다. 인오더러스 그룹의 또 다른 주요 유형은 주름진 껍질이 있는 카사바 멜론이다.

## 특징
허니듀는 둥글거나 약간 타원형이며 일반적으로 길이가 15~22cm(5.9~8.7인치)이다. 일반적으로 무게는 1.8~3.6kg(4.0~7.9lb)이다. 과육은 일반적으로 연한 녹색을 띠고 부드러운 껍질은 녹색에서 노란색까지 다양하다. 대부분의 과일과 마찬가지로 허니듀에도 씨앗이 있다. 속살은 종종 디저트로 먹으며 허니듀는 전 세계 슈퍼마켓에서 칸탈로프 멜론, 수박과 함께 흔히 볼 수 있다. 캘리포니아에서는 8월부터 10월까지 허니듀가 제철이다.
이 과일은 반건조 기후에서 가장 잘 자라며 크기가 아닌 성숙도에 따라 수확된다. 성숙도는 판단하기 어려울 수 있지만 녹색을 띤 흰색(미성숙)에서 크림색 노란색(성숙) 범위의 바탕색을 기준으로 한다. 품질은 또한 상처나 결함이 없는 표면을 가지고 거의 구형에 가까운 허니듀에 의해 결정된다. 허니듀는 크기에 비해 무겁고 표면이 보송보송하기보다는 밀랍처럼 느껴져야 한다. 이는 익은 과일의 높은 수분 함량으로 인해 무게가 나기 때문에 과육의 온전함과 품질을 반영한다. 잔털이 없는 것은 잘 익은 허니듀와 덜 익은 허니듀를 구별하는 것인데, 이는 수확할 때 아직 성장이 진행 중이라는 표시이기 때문이다.

## 같이 보기
- 동아